# Canchos de Ramiro
Los Canchos de Ramiro es una Zona especial de conservación de Extremadura (ZEC) situado en la provincia española de Cáceres. Forman parte, junto con la Aceña del tío Jeromo, de la parte central de la cordillera de San Pablo. Toda la cordillera de San Pablo está considerada  como zonas ZEPA (Zona de Especial Protección para las Aves). Junto a La Cachorrilla y la Aceña del tío Jeromo forman una zona de las 170 zonas ZEPA de España y de las 650 de toda Europa. La zona ocupada por los «Canchos de Ramiro» y la «Ladronera» forman un espacio natural protegido  del total de Espacios Naturales Protegidos de la «Red Natura 2000» de Extremadura.

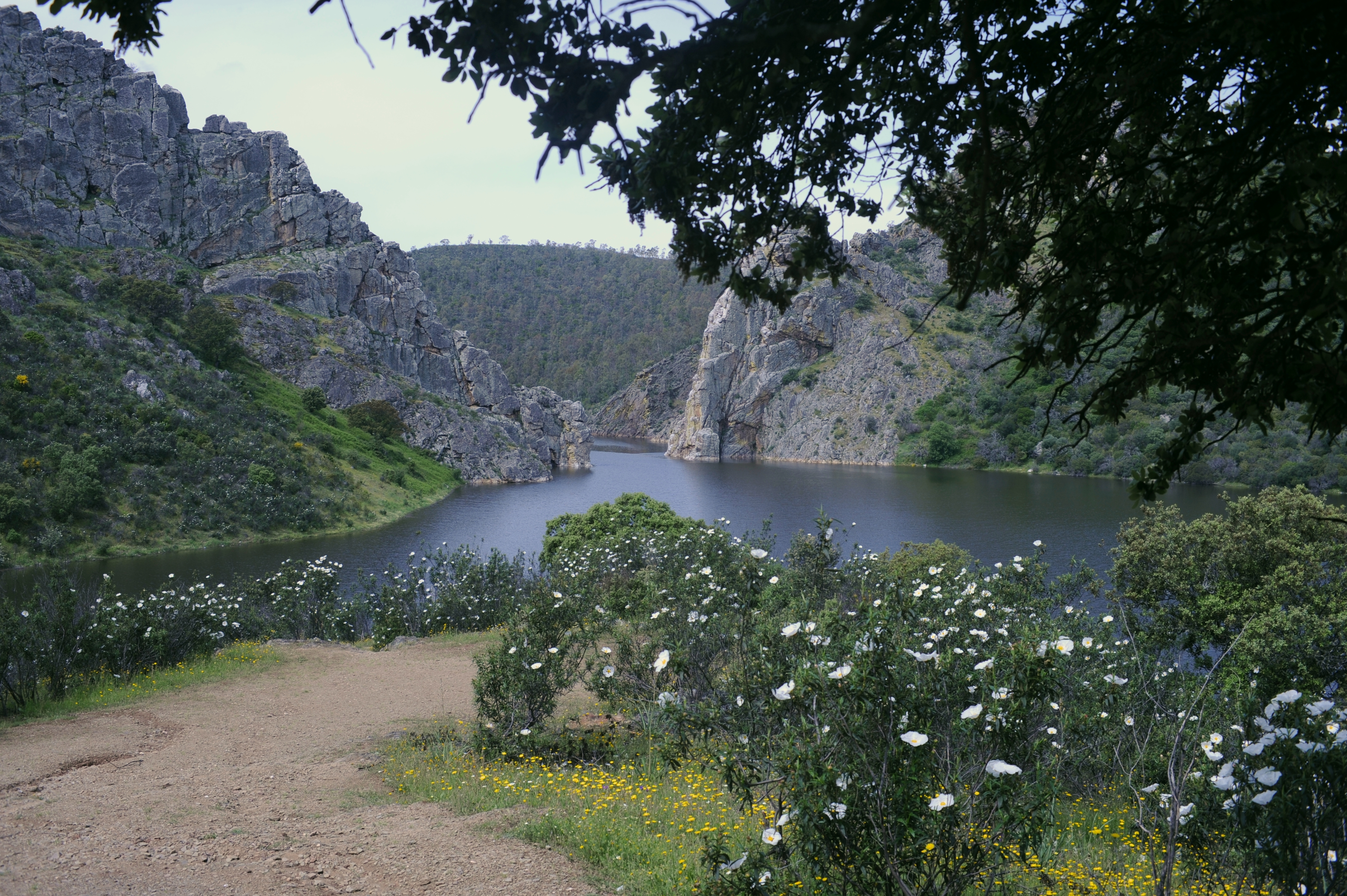
Canchos de Ramiro al noroeste de Cáceres

Como las aves de Europa forman parte de un patrimonio común europeo, así mismo son de responsabilidad comunitaria la conservación de ellas por lo que el Consejo de las Comunidades Europeas adoptó en 1979 la Directiva (79/409/CEE) relativa a la conservación de las aves silvestres. En esta zona abundan las águilas, los buitres leonados y aves de presa menores.
En los Canchos se unen dos afluentes del el Tajo: su afluente más largo, el río Alagón, y el Árrago. Después de haber hecho la mayoría de su trayecto a lo largo del Valle del Alagón vierte sus aguas en el río Tajo en el embalse de Alcántara. En los Canchos de Ramiro, que tiene laderas de bosque mediterráneo, se pueden observar unos abruptos acantilados sobre los que anidan y sobrevuelan aves rapaces, buitres leonados, etc. El río, que fluía con enorme fuerza y caudal constante, así como el impresionante salto de agua llamado «El salto del Caballo» — en la parte más abrupta de los Canchos de Ramiro — y los bosques de la Ribera se perdieron con la construcción de la presa de Alcántara.  

## Cambios en el ecosistema
También se perdieron una serie de molinos que aprovechaban la tremenda fuerza del río en los Canchos para moler trigo, avena, maíz, aceituna, etc. Molinos similares se pueden ver todavía en la «Aceña del tío Jeromo». Cambió la forma de vida de los habitantes de la zona llegando a emigrar a otros pueblos, incluso a abandonar sus actividades como agricultores y ganaderos. La pesca, una forma de subsistencia, y también la deportiva también desaparecieron en casi su totalidad.
Aún quedan  pequeños riachuelos con un curso estacional muy importante como son el Barranco de San Pablo, Arroyo de Hueca, Arroyo del Charco,  Barranco de Valdejigales, Arroyo de la Higuera que pasan de tener un volumen importante en invierno y primavera a quedar secos en el estiaje.